# Sportpark Baersande
Sportpark Baersande ligt in het zuiden van Breskens en is de thuishaven van de Nederlandse amateurclub VV Breskens.
De capaciteit van sportpark Baersande is 2.104 mensen. Dit aantal heeft het echter nooit gehaald. In het jaar 1983 werd in de halve finale van de districtsbeker het hoogste aantal toeschouwers ooit in Baersande gehaald. Dit aantal bedroeg 1.500 mensen.
Het hoofdveld van het sportpark bestaat uit de volgende delen.
- De hoofdtribune, dit is het deel waar de ingang is en waar de tribune staat. Dit deel van het sportpark ligt in het westen.
- De B-side, dit is het deel wat achter het zuidelijke doel ligt. Hier staat ook de harde kern van VV Breskens.
- De Breskenszijde, dit is het deel wat achter het noordelijke doel ligt, en is vernoemd naar het dorp Breskens, wat in het noorden van het veld ligt.
- De oostzijde, dit is het deel wat aan de andere kant van de hoofdtribune ligt, en ligt in het oosten. Hier staat het scorebord.